# Dolgellau
Dolgellau is een plaats in het Welshe graafschap Gwynedd.
Dolgellau telt 2678 inwoners.
Voor 1958 werd de naam van de plaats ook geschreven als Dolgelley of Dolgelly.

## Geboren in Dolgellau

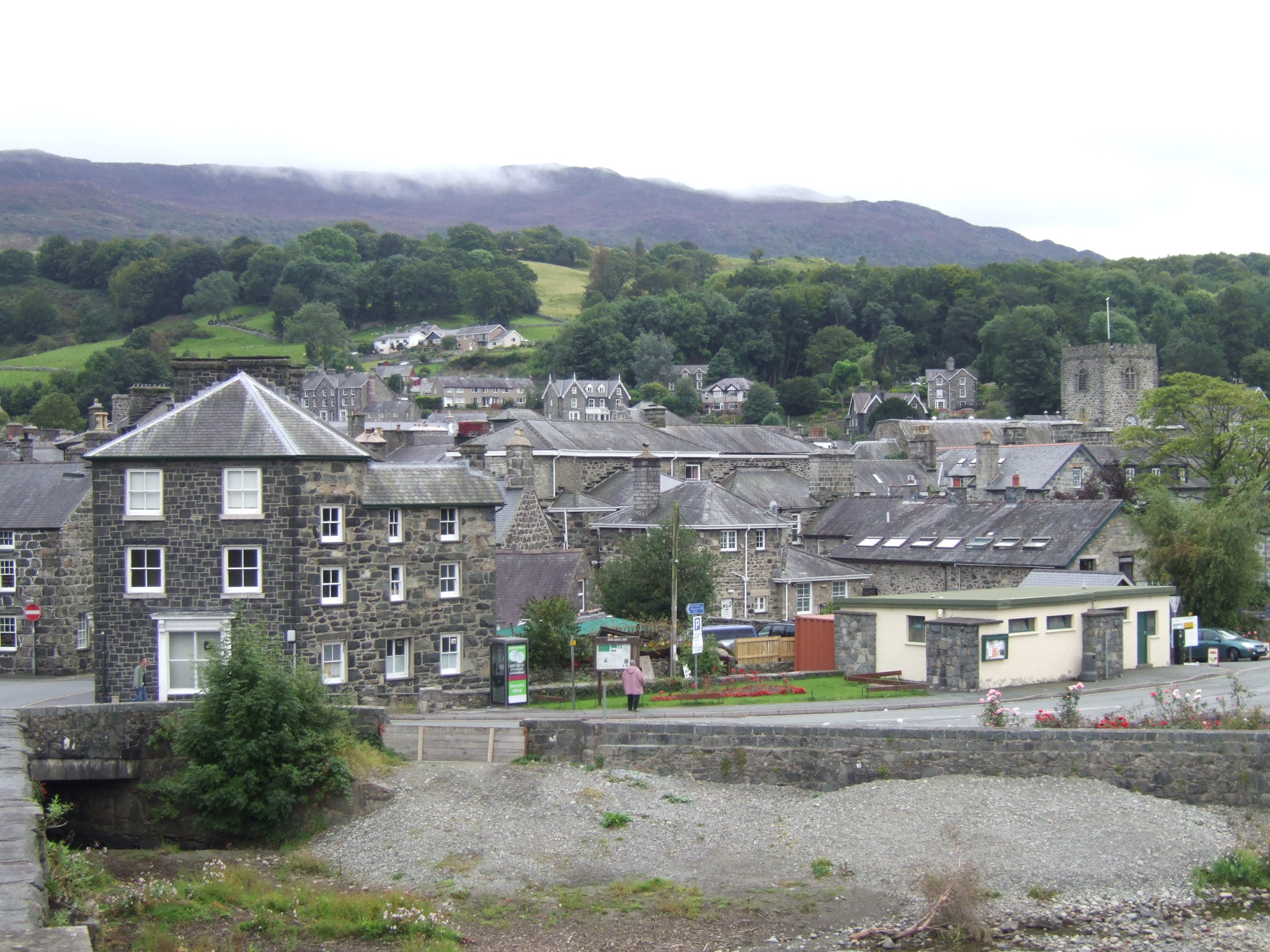
Dolgellau

- Martin Phillips (1960), darter